# Gregorio González Azaola
Gregorio González (de) Azaola (Burgos, 25 de mayo de 1776 – 1840) fue un químico, enólogo, geólogo, ingeniero, escritor, político y traductor español.

## Biografía
Era el hijo mayor de Silvestre Manuel González Fernández, natural de Lomas de Villamediana (Burgos) y Oficial Mayor de la Administración de Correos y Postas de Burgos, y de la bilbaína Damiana de Azaola Bolumburu. Tuvo dos hermanos más: Íñigo González de Azaola (1779-1850), amigo de Alexander von Humboldt, a quien acompañó a su expedición americana y que murió siendo oidor de la Audiencia de Manila, y Juan Pablo González de Azaola (1780-?). El padre ganó pleito de hidalguía por sí y por sus hijos en 1789. Dada la trayectoria de Íñigo y Gregorio, debieron recibir una esmerada educación.
La primera referencia que se conserva de él es una carta escrita en 1802 desde Madrid a Pedro Ceballos Guerra pidiendo permiso para publicar su traducción del Discurso del ciudadano Jean-Étienne-Marie Portalis, un consejero de estado francés, y el Concordato de la Santa Sede con Francia; como era natural entonces, y tras el informe negativo del Inquisidor general, se lo negaron. Su padre, cosecretario de guerra, murió en la batalla de Gamonal (Burgos) contra los franceses (1808), en la primera fase de la Guerra de la independencia española. De por entonces se le atribuye la Respuesta (que se dice ser) de Jorge III rey de la Gran Bretaña a las damas españolas. Romanzada libremente para noticia de los que no entienden el idioma inglés (Cádiz, 10 de agosto de 1811), y la traducción del panfleto de L. Goldsmith El tizón de Francia o Crónica escandalosa de la raza imperial de Buonaparte y de su corte, mariscales y estado militar (1813). En época indeterminada se casó con Tomasa Granados.
En 1814 se le encomendó, junto al capitán de navío inglés Alexandro Briarly, que había navegado con el almirante Nelson y ahora trabajaba en la armada española, explorar la posibilidad de hacer navegable el Guadalquivir para poder comunicar Córdoba y Sevilla, y leyeron un informe donde demostraban que el río fue navegable desde época de los romanos hasta la de Pedro I el Cruel, pero desde entonces se dejó que los bancos de arena se fueran acumulando para hacer inútil esa vía de comunicación; proponían pues crear una Compañía de navegación del Guadalquivir. Visitó en 1816 las minas de Río Tinto en compañía de Pío Laborda Avery. Liberal muy moderado entonces, fue diputado a Cortes por Burgos y Sevilla durante parte (1820-1822) del Trienio Liberal (1820-1823), y formó parte de la Comisión de Salud Pública y Beneficencia para organizar la sanidad. Pero su folleto Excmo. Sr. Presidente y vocales de la Diputación Provincial de Sevilla (1820) hizo que Rafael del Riego lo tuviera por adepto al despotismo. Fue entonces cuando tradujo el Sistema de los conocimientos químicos de Antoine-François de Fourcroy y el Ensayo sobre el azúcar de uva de Louis Proust.
Muy interesado por la arqueología y la historia del arte, tuvo aficiones de anticuario hasta el punto de sufragar (1806) excavaciones en las villas de Poza de la Sal y Salas de Bureba. Era un gran admirador de Francisco de Goya, ya que en el artículo "Sátiras de Goya" publicado en el Semanario Patriótico de Cádiz (27 de marzo de 1811) divulgaba la venta de un grupo de los grabados conocidos como Caprichos, que asimismo comentaba detalladamente:
Un libro instructivo de 80 poesías morales gravadas, o un tratado satírico de 80 vicios y preocupaciones de las que más afligen a la sociedad. Desde los vicios de las clases más distinguidas hasta los de la gente de la vida airada, todos están finalmente ridiculizados en esta obra singular. Los avaros, los lascivos, los cobardes, fanfarrones, los médicos ignorantes, las viejas locas, los vagos y haraganes, los viejos verdes, las prostitutas, los hipócritas, y, en fin, toda clase de necios, ociosos, y pícaros se hallan tan sagazmente retratados, que dan mucha materia al discurso, entre tanto que se van adivinando los finos conceptos envueltos en cada sátira, y hace cada cuál a su modo y según la esfera de sus conocimientos, más o menos felices aplicaciones.
Comisario en la Real Fábrica de Artillería de La Cavada, residió en Santander al menos desde 1827, diseñó un nuevo tipo de cañón y en 1828 fue enviado por el Gobierno a Europa para estudiar los medios para revitalizar la siderurgia española, y publicó en París al año siguiente la memoria titulada Hornaguera y hierro, donde proponía instalar el ferrocarril en Castilla, La Mancha, Extremadura y Andalucía. Regresó a Madrid en abril de 1829. El 9 de julio de ese mismo año la Real Junta de Aranceles le solicitó un informe técnico sobre la posibilidad de instalar un ferrocarril desde las principales minas de carbón hasta los puntos mejor comunicados; este trabajo fue publicado en 1831 (Caminos de hierro...) y se fundaba en la traducción francesa de un texto del ingeniero inglés Thomas Tredgold (1788-1829) (T. Duverne, Traité pratique sur les chemins en fer et sur les voitures destinées à les parcourir, Paris, Bachelier, 1826). El libro de Azaola fue la primera traducción al castellano de un manual técnico ferroviario para las máquinas de vapor. Fue socio honorario de la Real Sociedad Económica de Cádiz (16 de marzo de 1826), y también de las de Granada, Sevilla y Valencia; esta última le concedió un premio a la menor memoria sobre elaboración de vinos.
Aparte de sus traducciones técnicas del francés, también tradujo el filosófico Ensayo sobre el hombre de Alexander Pope desde el inglés al parecer (Madrid: Imprenta Nacional, 1821) y Ramón Mesonero Romanos le atribuyó, tras algunas indagaciones, las Condiciones y semblanzas de los diputados a Cortes para la legislatura de 1820 y 1821 (Madrid, 1821, y Gibraltar, 1821), aunque José Simón Díaz negó esta atribución en 1973. Si realmente las redactó, también será de su mano la Confesión espontánea, sincera y gratuita que hace el autor del malhadado folleto que se titula "Condiciones", etc. Madrid, 1821. Según Palau, también se ha atribuido a Sebastián Miñano y Bartolomé José Gallardo; en la época ya era un enigma; se las llegaron a atribuir incluso a los periodistas editores de El Zurriago Félix Mejía y Benigno Morales, quienes rechazaron explícitamente la autoría de esta obra.

## Obras

### Traducciones
- Antoine-François de Fourcroy, Sistema de los conocimientos químicos y de sus aplicaciones a los fenómenos de la Naturaleza y el Arte. Obra escrita en francés por A. F. Fourcroy, y trasladada al castellano por D. Pedro María de Olive y D. ~, Madrid, Imprenta Real, 1803-1809
- Louis Proust, Ensayo sobre el azúcar de uva, Madrid, Imprenta Real, 1806
- Alexander Pope, Ensayo sobre el hombre. Madrid:Imprenta Real, 1821.
- Lewis Goldsmith, El tizón de Francia o Crónica escandalosa de la raza imperial de Buonaparte y de su corte, mariscales y estado militar. Obra publicada en Londres por Mter. Goldsmith; traducida y extractadas [sic] para el uso y mejor inteligencia del pueblo español por D. G. G. A., Madrid, Imprenta de Repullés, 1813.

### Enología
- Cartilla para los labradores que quieran hacer azúcar de uva, Madrid, 1807
- Memoria sobre elaboración de vinos (1827) presentada bajo el lema "Generosum et lene requiro" a la Sociedad Económica de Amigos del País de Valencia por Gregorio González Azaola y premiada por la misma. En su sede se tiene también una extensísima carta de aceptación del premio donde también se exponen diversos métodos químicos para tratar licores.

### Ingeniería
- Plan y diseño de un cañón de compás o dos obuses unidos por sus culatas
- Navegación por el Guadalquivir: prospecto del plan y Compañía de Navegación del Guadalquivir, por los comisionados nombrados al efecto, Alexandro Briarly y ~, Sevilla, Imprenta de D. Manuel de Aragón y Cía., 1815 (2.ª imp., Imprenta Real, 1816)
- Hornaguera y hierro: Verdadero recurso poderoso (¡y quizá único!) que le queda a España para recuperarse de tantas pérdidas como ha sufrido en estos 200 últimos años, París, Imprenta de David, 1829
- Caminos de hierro. Tratado práctico del ingeniero inglés M. Tredgold sobre los caminos de carriles de hierro, y los carruages, máquinas de vapor y de gas, ya movibles o locomotrices, ya estables, y cuanto conviene saber para construirlos. Contiene: una juiciosa comparacion de los tres medios de comunicacion interior, por canales, carreteras y caminos de hierro. Los principios para graduar la fuerza de los carriles, sus proporciones, gastos y productos; las condiciones para que sean útiles, económicos y durables, con los cálculos sobre el uso de caballerías, carros y bombas; su efecto útil, y su costo comparativamente; y una porcion de tablas curiosísimas, y estampas para su inteligencia., Madrid: Oficina de D. Federico Moreno, 1831.

### Política
- Respuesta (que se dice ser) de Jorge III rey de la Gran Bretaña a las damas españolas. Romanzada libremente para noticia de los que no entienden el idioma inglés (Cádiz, 10 de agosto de 1811), atribuida.
- Condiciones y semblanzas de los diputados a Cortes para la legislatura de 1820 y 1821, Madrid, Imprenta de D. Juan Ramos, 1821 (atribuida por Ramón Mesonero Romanos).
- Confesión espontánea, sincera y gratuita que hace el autor del malhadado folleto que se intitula Condiciones y semblanzas de los diputados a Cortes para la legislatura de 1820 y 1821, Madrid: Manuel Pita de la Vega, 1821 (atribuida).
- Excmo. Sr. Presidente y vocales de la Diputación Provincial de Sevilla (1820)
- Comunicado dirigido a los Pueblos de Sevilla de 14 de abril de 1820, sobre el acuerdo de la Diputación, para hacer efectivo el pago de la contribución, por los ciudadanos, a modo de exhortación patriótica. Firmado: Tomás Moreno y Daoiz, Gregorio González Azaola, Secretario, Sevilla, s. f.
- Catón constitucional. Escribíalo para la juventud española Gregorio González Azaola, Madrid: Imprenta Nacional, 1821.
- Metusco a los polacos (quizá una traducción de la novela de Guillaume Pigault-Lebrun Métusko: ou, Les Polonais (1800)
- Reglas de patriotismo.
- Estracto curioso en las sesiones de las Cortes, s. l., s. f.

### Literatura
- Las tardes del Prado